# پرستوی سینه‌حنایی
پرستوی سینه‌حنایی (نام علمی: Cecropis semirufa) نام یک گونه از سرده پرستوهای حنایی است.